# Herman II de Lohn
Herman II de Lohn (en all. Hermann von Lohn) (vers 1241 ou avant 1238 - Stadtlohn, 1316) est un noble portant le titre de comte de Lohn (nl) de 1255 jusqu'à sa mort en 1316. Il fut le dernier membre de la seigneurie de Lohn, qui était située à la frontière ouest du diocèse de Münster dans l'actuel district de Borken et l'actuel Achterhoek néerlandais. Avec sa mort, la lignée des nobles seigneurs de Lohn s'éteignit. La grande querelle de Bredevoort (de) s'est déclenchée à propos de son héritage.
Il était le fils du comte Herman Ier de Lohn (nl) et d'Euphemia de Coeverden.

## Biographie
Mineur lorsque son père mourut en 1252, le titre de comte de Lohn a été temporairement détenue par l'oncle d'Herman, Othon de Lohn (de), qui s'était auparavant retiré du clergé,. En 1277, Herman II enleva le comte Engelbert Ier de La Marck, et ce dernier mourut plus tard d'une crise cardiaque. En 1278, le fils et successeur d'Engelbert, le comte Eberhard Ier de La Marck, se vengea et attaqua le château de Bredevoort, malgré le transfert immédiat de la dépouille embaumée du comte. Il le fit avec une telle détermination que les assiégés quittèrent secrètement la ville de nuit. Pour briser le comte de Lohn, les assiégeants ont complètement démoli le château. Il fut interdit de reconstruire le château avant qu'Herman II ne parte en pèlerinage. Le château resta donc en ruine pendant seize ans. En 1284, Baudouin de Steinfurt décida de vendre sa moitié du château à l'évêque Everhard de Münster. Avec ce rachat, Münster a renforcé son autorité dans ce domaine situé à sa frontière avec la Gueldre. Cependant, Münster et Gueldre avaient des droits égaux sur la moitié du château. Cet état de fait se compliquait lorsque Münster était régulièrement en guerre avec les comtes de La Marck.
Wichbold Ier de Holte (nl), archevêque de Cologne (1297-1304), soutint son beau-frère, Herman II, et il revint en possession de Bredevoort. En 1301, le château de Bredevoort est à nouveau reconstruit. La même année, l'évêque de Münster fait alliance avec le comte de La Marck et Bredevoort est rapidement conquise ; une garnison permanente est placée dans le château. Le comte Renaud Ier de Gueldre a nommé Eberhard de La Marck comme stathouder en 1305, à la suite de quoi l'évêque de Münster a perdu sa position de force. L'évêque et ses troupes expulsèrent le comte Eberhard de Bredevoort, puis Eberhard prit la ville de Dülmen pour se venger. Pour éviter une escalade, une paix a été conclue et Bredevoort est revenu en possession du comte Eberhard de La Marck. Herman II a racheté le château de Bredevoort à l'évêque de Münster en 1306, et lorsque le comte Eberhard de La Marck est mort en 1308, Herman II était à nouveau seigneur et maître du château. À la mort de celui-ci sans successeur en 1316, le comté de Lohn disparaît avec lui, et les troupes de Münster viennent immédiatement occuper le château.

## Fin d'un comté
Le plus jeune fils d'Herman, Wicbold, fut chanoine à Münster à partir de 1303 et quitta le clergé en 1310, alors qu'il était prévôt de la cathédrale, pour sauvegarder la dynastie. Il avait l'intention d'épouser Nessa de Clèves, le 29 janvier 1312. Wicbold, cependant, mourut le 19 juillet 1311 et mourut sans enfant. Le fils aîné d'Herman, Herman III, est également mort sans enfant. Herman II est mort très vieux et sans enfant. Les héritiers étaient les enfants de sa sœur Sofia de Lohn, Johan (de) et Otto de Ahaus (nl), qui ont vendu leurs parts à l'évêque de Münster, après quoi la bataille entre Gueldre et Münster a repris. De l'ancien comté de Lohn, la seigneurie de Bredevoort (nl) est finalement attribuée à la Gueldre le 13 juin 1326. Ce traité a été signé par les villes de Zutphen, Groenlo, Emmerik et Arnhem. À la suite de ce traité, Renaud II de Gueldre est finalement devenu un gage des juges de Winterswijk, Aalten et Dinxperlo et de tout le comté de Bredevoort. À partir de cette date, Bredevoort a définitivement basculé dans le territoire de la Gueldre. Le château devient également la propriété du comte de Gueldre, à la condition qu'aucun autre château ne puisse être construit dans la région.

## Mariage et descendance
Herman a épousé Gertrude de Holte, fille du noble Herman de Holte (de) et nièce de l'archevêque de Cologne, Wigbold de Holte (de). De cette union sont issus deux fils :
- Herman III († 1315)
- Wicbold (de) († 1312), chanoine (1292–1310), sacristain de la cathédrale (1303–1306) et prévôt (1307–1310) à la cathédrale Saint-Paul de Münster[7],[8].